# Гайстер, Арон Израилевич
Аро́н Изра́илевич Га́йстер (6 (18) января 1899, Бобруйск, Минская губерния, Российская империя — 30 октября 1937, Москва, СССР) — советский государственный деятель, экономист-аграрник.

## Биография
Родился в семье ремесленника-кожевника Срула Гайстера и Софьи Гайстер, по одним данным, в Бобруйске, по другим — в местечке Златополь Чигиринского уезда Киевской губернии. Был старшим из шести детей (Изя, Сюня, Юра, Фаня и Бетя).
Образование получил в реальном училище в Елисаветграде. В 1917 году был студентом второго курса юридического факультета Юрьевского университета, вскоре бросил учёбу.
Член ВКП(б) с 1919 года. В том же году работал редактором газеты «Полесская правда» в Гомеле, где познакомился с будущей женой, направленной туда в командировку на губернскую конференцию швейников. В 1925 окончил Институт красной профессуры в Москве (1920—1925). Одновременно с учёбой работал в газете «Труд», затем был принят на работу в Госплан.
В 1930—1932 годах — член Президиума Госплана СССР, в 1932—1934 годах — заместитель Председателя Госплана СССР по сельскому хозяйству.
26 января—10 февраля 1934 года делегат XVII съезда ВКП(б) с совещательным голосом.
В 1934—1937 годах — заместитель Народного Комиссара Земледелия СССР.
Вёл преподавательскую работу в вузах. В 1934 году под редакцией Гайстера в «Сельхозгизе» вышел «Сельскохозяйственный словарь-справочник».
Был избран академиком ВАСХНИЛ.

### Арест и обвинения
С 1932 года и до ареста семья жила по адресу: ул. Серафимовича, д. 2 (Дом правительства), кв. 167.
Был арестован 26 июня 1937.
29 октября 1937 Военной коллегией Верховного суда СССР приговорён к высшей мере уголовного наказания — расстрелу с конфискацией лично ему принадлежащего имущества. «Приговор окончательный, обжалованию не подлежит и на основании закона от 1 декабря 1934 приводится в исполнение немедленно». Обвинялся в том, что:
«являясь троцкистом с 1923 года, в 1931 году вступил в контрревол. организацию правых в Госплане СССР, в 1935 году установил связь с антисоветской террористической организацией правых в НКЗ СССР, являясь впоследствии одним из её руководителей, проводил вредительство в области сельского хоз-ва, как в ГОСПЛАНЕ СССР, так и в НКЗ СССР»
30 октября 1937 был расстрелян.
12 мая 1956 года был реабилитирован Военной коллегией Верховного суда СССР.

### Семья
- Жена — Рахиль Израилевна Каплан (31.12.1897—03.03.1967), родом из Зельвы (Гродненская губерния), швея. 30 августа 1937 года арестована, приговорена к 8 годам ИТЛ как ЧСИР. До 1945 года находилась в Акмолинском лагере. Арестованы две сестры Рахили Израилевны и два брата (оба расстреляны — в 1938 и в 1941 году). Её брат — Вениамин Израилевич Каплан (Лан, 1902—1990), доктор исторических наук. Сын её сестры Ливши (Липы) Израилевны Каплан — режиссёр Александр Наумович Митта[6][7].
  - Дочь — Инна Ароновна Гайстер (в браке Шихеева; 30.09.1925 — 12.03.2009). Окончила физический факультет МГУ. 23 апреля 1949 арестована и как СОЭ (ст. 7-35 УК РСФСР) сослана в Боровое, Щучинского райна Кокчетавской области на 5 лет. Освобождена 13 апреля 1953 г. Реабилитирована в 3 марта 1956 года[8]. Вышла замуж за племянника математика А. М. Лопшица — архитектора Владимира Николаевича Шихеева (1925—2000).
  - Дочь — Наталья Ароновна Гайстер (в браке Рыжик; 25.03.1930); с 1992 года — в Израиле. Как и сестра Инна, была в 1949 году сослана в Кокчетавскую область (Казахскaя ССР). Реабилитирована в 3 марта 1956 года[8].
  - Дочь — Валерия Ароновна Гайстер (27.05.1936 — весна 1943).

Брат — Семён Израилевич Гайстер, начальник Грузового управления Наркомата путей сообщения СССР, арестован и расстрелян в феврале 1938 года и его жена Фаина Сауловна Минскер, врач, арестована и приговорена к заключению в ИТЛ.

## Сочинения
- Сельское хозяйство капиталистической России. [ч. 1]. —  М., 1928;
- Расслоение советской деревни. — М., 1928;
- Достижения и трудности колхозного строительства. — М., 1929.